# Serug
Segons diu el Gènesi, capítol onzè, Serug (en hebreu שְׂרוּג בן-רְעוּ S'rug ben Re'u i en àrab سروج بن رئو Sarukh ibn Rau) és el primogènit de Reú i la seva esposa Ora (font apòcrifa). Quan tenia trenta anys, la seva muller Milcà (segons el llibre dels Jubileus) li engendrà Nahor i després va viure encara dos-cents anys més, en què engendrà altres fills i filles.
Segons el judaisme, el seu nom original era Seroh, però va abandonar el culte a Jahvè i va ensenyar-li bruixeria al seu fill Nahor. Aleshores va ser expulsat d'Ur, la seva població natal, i es canvià el nom per Serug.